# Аверн
Аверн (лат. Avernus) ― древнее латинское название вулканического кратера недалеко от античного города Кумы к западу от Неаполя; диаметр кратера - около 3,2 км. В кратере находится озеро Аверно. Кратер является частью общей сети вулканов Флегрейских полей

## Роль в римской религии
В римской мифологии было распространено утверждение о том, что в Аверне находится вход в подземный мир. В таком качестве Аверн описывается в поэме «Энеида» Вергилия. Название кратера происходит от греческого слова aornos (ἄορνος a ― «нет» и ornis ― «птица»), которое буквально означает «лишённый птиц»: согласно мифологической традиции, всем птицам, летящим над озером, суждено было умереть. Вероятно, это в действительности могло происходить из-за токсичных паров, которые кратер выбрасывал в атмосферу. В более поздние времена это слово было просто альтернативным названием подземного мира.
На берегу озера находится грот Кумской сивиллы и вход в длинный туннель (грот ди Коччео), который ведёт к Кумам, где находилось её убежище. Здесь есть также руины храмов Аполлона и Юпитера. Во время гражданской войны между Октавианом и Антонием полководец Агриппа пытался превратить озеро в военный порт Порт Юлий. Для этого был проложен водный путь от озера Лукрино до Аверно. Развалины порта всё ещё можно увидеть под поверхностью озера.

## Averni
Термин avernus (множественное число averni) также использовался древними натуралистами для обозначения некоторых озёр, гротов и других мест, которые источают ядовитые пары. Собачья пещера возле Неаполя ― один из известных примеров тому. Их также называли мефитами (Мефитис ― римская богиня ядовитых паров, которая защищает от малярии).